# Établissements Cegga
Établissements Cegga – szwajcarski zespół i konstruktor wyścigowy, istniejący w latach 1960–1970.

## Historia
Przedsiębiorstwo zostało założone przez braci Claude'a i Georgesa Gachnangów. Claude był wcześniej kierowcą wyścigowym, a Georges przygotowywał samochody wyścigowe. Cegga miała siedzibę w Aigle, a nazwa pochodziła od inicjałów: Claude Et Georges Gachnang Aigle. W 1960 roku Gachnangowie rozpoczęli budowę samochodów sportowych. Ponadto zakupili Ferrari 250 Testa Rossa, ulepszyli go i nazwali Cegga Ferrari 3000S. Samochód ten był używany w wyścigach górskich w latach 1961–1962, ale nie osiągał dobrych wyników.
W roku 1961 Cegga rozpoczęła prace nad samochodem Formuły 1. Był to pojazd o prostej konstrukcji, z ramą rurową, napędzany 1,5-litrowym silnikiem Maserati, sprzężonym z pięciobiegową przekładnią. Samochód po raz pierwszy wystartował w Grand Prix Pau 1962 z Mauricem Cailletem jako kierowcą, ale nie zakwalifikował się do wyścigu. Identyczna sytuacja miała miejsce w Grand Prix Napoli 1962, po czym bracia Gachnang zrezygnowali z wystawiania tego pojazdu w wyścigach Formuły 1. Z przyczyn rodzinnych Gachnangowie odrzucili propozycję Maserati, które oferowało wsparcie i udostępnienie fabryki w celu udoskonalenia samochodu. Następnie ten pojazd był używany w wyścigach górskich, a jego kierowcą był Albino Fontana.
W 1966 roku podjęto prace nad drugim projektem Formuły 1, wzorowanym na Lotusie 24 i napędzanym dwunastocylindrowym silnikiem Ferrari. Pojazd ten był testowany na torze Monza, ale z przyczyn finansowych nigdy nie ścigał się w Formule 1. Od 1967 roku był używany w wyścigach górskich we Francji i w Szwajcarii, a jego kierowcami byli Georges Gachnang i Philippe Panis.